# Gloria Castresana
Gloria Castresana (o Waid) Hernández (Vitoria, 15 de agosto de 1940) es una intelectual vasca y deportista: piloto de coches. Fue la primera y única mujer que participó en una carrera de turismos en el circuito del Jarama, con motivo de su inauguración en julio de 1967. Es cofundadora de la Sociedad de Estudios Vascos de América en 1979 y promotora de la cátedra José Miguel de Barandiarán en la Universidad de California en Santa Bárbara en 1993.

## Biografía
Gloria Castresana Hernández nació en Vitoria, País Vasco, el 15 de agosto de 1940, hija de Andrés Castresana y de Gregoria Hernández. Casada con Robert T. Waid, Jr. (1931-2020) ha tenido 3 hijos: Susan Waid (1964), Robert T Waid III (1965), Patricia Waid (1968)
Estudió Magisterio y es Doctora en Filosofía y Letras por la New York University. Estudió lenguas en Francia, Inglaterra, Alemania e Italia. Trabajó en el Sahara español con la Tidewater Oil Co. de Texas. Ha sido profesora en la New York University, en la University of California y en High Schools de New York y California.
En 1979 fundó en San Francisco, California junto con la profesora Emilia Sarriugarte Doyaga, el profesor Juan Cruz Mendizabal y el hispanista Juan Bautista Avalle-Arce The Society of Basque Studies in America de la que ha sifdo presidenta, con el objetivo de promocionar los estudios académicos vascos en Estados Unidos y estar al día sobre la cultura, política, economía, historia, geografía, literatura, vascos, poniendo en marcha la revista Journal of the Society of Basque Studies in America'', editada por esta misma Universidad de California. Representando a esta Sociedad, formaron parte de la en la North American Basque Organizations (NABO), fundada en 1973. En 1982, organizaron el primer Congreso Internacional de Norte América, First International Basque Conference in North America, en la California State University de Fresno.
En 1984 Gloria Castresana Waid y Juan Cruz Mendizabal dejaron dicha sociedad para formar la Basque American Foundation en Fresno, California. Esta Fundación, encabezada por Gloria Castresana y Juan Cruz Mendizabal ha publicado varias traducciones de libros vascos al inglés, gracias a la ayuda del gobierno español y ha sido la fundadora de la cátedra José Miguel de Barandiarán en la Universidad de California en Santa Bárbara. La cátedra fue fundada con ayuda del Gobierno Vasco y la ceremonia de inauguración de la misma se celebró el 13 de noviembre de 1993 en Santa Bárbara.
Ha sido directora de la Basque Translation Series, y fue cofundadora, en 1993, de la Cátedra de Estudios Vascos José Miguel de Barandiarán en la Universidad de California, Santa Bárbara. Fue la primera mujer elegida Presidenta de la Asociación de Doctores y Licenciados Españoles en los Estados Unidos ALDEEU (Spanish Professionals in America). Ha vivido en múltiples países donde ha sido traductora y colaboradora de asociaciones culturales, sociales, políticas y en el mundo de los negocios. Piloto de coches de carrera y piloto de vuelo. Actualmente reside en California.

## Trayectoria en el automovilismo
Gloria Castresana fue la primera y única mujer que participó como piloto de coche en las jornadas de inauguración del circuito permanente del Jarama, del Real Automóvil Club de España, el 1 de julio de 1967, donde, además de la primera carrera de Fórmula 1 se celebró la carrera reservada a vehículos de turismo, correspondiente al Gran Premio de Madrid, Gloria participó en la carrera de turismos, con un Mini Cooper 1300S.
Con 18 años viajó para estudiar a ciudades como París, Frankfurt o Londres pero en 1961 fue contratada por la empresa estadounidense "Tidewater Oil Company" de J. Paul Getty Jr. –que explotaba petróleo en el desierto del Sahara– y viajó a las lejanas Islas Canarias. Ya con el carné de conducir en el bolsillo, no dudaba en sentarse en algún coche y conducir, algo de lo que sencillamente disfrutaba.
El primer coche que tuvo fue un SIMCA Sport 1958 que compró con 20 años en 1960. Comenzó a asistir a carreras de coches como espectadora y 1963 empezó a participar en ellas. Su fue una de las grandes protagonistas al ganar el primer Rally Isla de La Palma conduciendo un Mini Cooper 1300S  disputado el 18 de junio de 1965.
Desde ese momento, Gloria llegó casi siempre primera, segunda o tercera. Incluso superó a su marido en más de una ocasión. "Los mecánicos prepararon el coche para mí, y aunque estaba interesada en el tema de la mecánica, yo sabía muy poco acerca de ello, pero sabía cómo competir!". Incluso ganando en los últimos metros, como al piloto Salvador del Castillo, "Boro" (Morris Mini 1000) en el Circuito Ciudad del Mar en Las Palmas.
Uno de los eventos que recuerda más vívidamente es el Rally Femenino San Isidro de 1967, donde competían solamente mujeres. Fue organizado por Iberia y Coca-Cola. Gloria llevó como copiloto a la Miss España de la época, Paquita Torres. Y ganaron tanto en la modalidad Slalom como en las especiales.
La presencia de su marido Robert -Bob- era importante para ella. El editor de la revista principal de automóviles de Canarias recuerda bien a Robert Waid. Dentro de las competiciones, el marido de Gloria fue un personaje destacado. Se decía que en ese momento los mejores coches y las mejores carreras de España se realizaban en Canarias porque las islas tenían un sistema fiscal favorable. Los últimos modelos y los más grandes se podían ver en las Islas Canarias. Gloria recuerda haber visto coches en las islas como el Fraser Sunbeam Imp, Lancia, Austin Sprite, Alfa Romeo, Minis, Escorts, Lotus y Porsche. Robert Waid corrió en el Jarama en julio de 1967 a bordo de un Lotus Elan S-II.
Una de las ocasiones que Gloria recuerda con cariño, es su participación en el festival inaugural del Circuito Jarama, cerca de Madrid, en 1967. Este evento atrajo a muchas estrellas de Fórmula 1. El 23 de julio de 1967 se ejecutó la primera carrera de F1 (fuera del calendario de F1). Se reunieron los principales nombres de las carreras de coches del momento: Jim Clark (Lotus / Cosworth) que ganó la carrera por delante de otro legendario piloto: Jackie Stewart. Además de ellos también fue el australiano Jack Brabham (cuarto en su Brabham BT23-Cosworth) o el francés Johnny Servoz-Gavin (quinto con MS5 Matra-Cosworth). También participó, pero abandonó antes del final de la carrera, otros como Jochen Rindt (en un Brabham BT23), Graham Hill (en el Lotus-Cosworth), John Surtees (Lola T100-Cosworth) o neozelandés Bruce McLaren (en un coche de su propio diseño y el equipo M4A-Cosworth FVA).
El 29 de septiembre de 1968 Gloria compitió en las 3 horas del Jarama, del Campeonato de Europa en su Sunbeam.
En sus propias palabras: "Una realidad, la de las carreras y el ambiente en los circuitos de antaño, que difiere dramáticamente de las que se vive hoy, porque la ecuación hombre/máquina escoraba definitivamente hacia el primero en todas las facetas de este deporte, mientras ahora se ha disparado, desproporcionadamente, el protagonismo de la máquina. Nada causa tanta alegría como ser la primera en cruzar la línea de meta... ¡¡dejando a muchos hombres atrás!!"
Tuvo como rivales al volante a Domingo González, Fermín Monzón, Pepe Monzón, Hilario Gómez, Robert T. Waid, Pepe Ponce, Miguel Ángel Domínguez, Boro del Castillo, Jesús Benjumea, Pedro Siemens, Horacio Trujillo, Carlos Santana, Herminio Tuñón, Carlos Santana, Pedro Estévez, Amado Trujillo, Kika Andersen, Robert Andersen, Pepe Reyes, Gustavo Benítez, Félix Rivero, Artemio Alonso, Manuel Aguiar, Joaquín Naya, Antonio González, Agustín Romero, Chicho Reyes, Robert P. Spencer y Mariano Molano, etc.
Posteriormente fue probadora y demostradora de coches Porsche-Audi Manhattan en Nueva York. Ha sido también piloto de vuelo.

## Premios y reconocimientos
Dentro del espíritu de la Escudería Drago en todo aquello que supone rescatar, conservar y mantener todo lo que es historia, y admiración hacia los que escribieron importantes capítulos de la misma, la Junta Directiva acordó, por unanimidad, tributar un homenaje a Gloria Castresana, extensivo a su marido Robert Waid, en reconocimiento a la trayectoria y méritos deportivos de estas dos personas, siempre presentes en la historia del automovilismo.
El acto tuvo lugar en el prestigioso Club de Automóviles Antiguos de Las Palmas de Gran Canaria y en él se dieron cita, amigos, escuderos, aficionados y prensa para expresar su cariño y admiración a esta entrañable pareja,,

## Obras y bibliografía

### Libros
- 1990 Euskadi. Reflexiones, Gloria Castresana Waid y Juan Cruz Mendizábal. California: Basque American Foundation
- 2017 Una carrera más por ganar. Gloria Castresana Waid. Huerga y Fierro editores, 2017

### Colaboraciones en obras colectivas
- La novelística de Raúl Guerra Garrido: humanidad y bravura. Gloria Castresana Waid en Estudios en homenaje a Enrique Ruiz-Fornells / coord. por Juan Fernández Jiménez, José Julián Labrador Herraiz, L. Teresa Valdivieso, 1990, 0-9626630-0-X, págs. 86-91
- La burla en Don Juan Tenorio, Gloria Castresana Waid en Lope de Vega y los orígenes del teatro español : actas del I Congreso Internacional sobre Lope de Vega, 1981, 84-85786-21-1, págs. 843-851